# Ровничная машина
Ровничная машина (то же, что банкаброш) — машина в бумагопрядильном производстве, разбивающая массу хлопкового волокна на отдельные, более тонкие жгуты; используется в прядильном производстве для получения ровницы. Вид волокон и толщина ровницы определяет способ формирования ровницы (кручение веретеном или сучение), устройство вытяжных приборов, а также размеры рогулек, веретён, катушек.